# Кујавица
Кујавица је рурално насеље у Србији у општини Владимирци у Мачванском округу. Према попису из 2022. било је 168 становника. Кујавица се налази на локалном путу који спаја две магистрале Ваљевску и Обреновачку. Од Шапца је удаљена око 15 километара, а од Ваљева око 58 километара. Кујавица је мало село, где се људи углавном баве пољопривредом. У Кујавици се налазе: терен ФК "Петровац 74" Кујавица, издвојено одељење ОШ "Жика Поповић" Владимирци, водоторањ, зграда месне заједница у центру села.

## Галерија
- Зграда МЗ
- Зграда МЗ
- Пластеници

## Демографија
У насељу Кујавица живи 196 пунолетних становника, а просечна старост становништва износи 40,3 година (40,6 код мушкараца и 40,0 код жена). У насељу има 69 домаћинстава, а просечан број чланова по домаћинству је 3,54.
Ово насеље је великим делом насељено Србима (према попису из 2002. године).
|  |

| Демографија | Демографија | Демографија |
| Година      | Становника  | Становника  |
| ----------- | ----------- | ----------- |
| 1948.       | 380         |             |
| 1953.       | 400         |             |
| 1961.       | 376         |             |
| 1971.       | 303         |             |
| 1981.       | 267         |             |
| 1991.       | 277         | 273         |
| 2002.       | 244         | 248         |

| Етнички састав према попису из 2002.‍ | Етнички састав према попису из 2002.‍ | Етнички састав према попису из 2002.‍ | Етнички састав према попису из 2002.‍ | Етнички састав према попису из 2002.‍ |
| ------------------------------------ | ------------------------------------ | ------------------------------------ | ------------------------------------ | ------------------------------------ |
|                                      |                                      |                                      |                                      |                                      |
| Срби                                 | Срби                                 |                                      | 238                                  | 97,54%                               |
| непознато                            | непознато                            |                                      | 6                                    | 2,45%                                |

| Година пописа     | 1948. | 1953. | 1961. | 1971. | 1981. | 1991. | 2002. |
| ----------------- | ----- | ----- | ----- | ----- | ----- | ----- | ----- |
| Број домаћинстава | 69    | 74    | 78    | 78    | 75    | 76    | 69    |

| Број чланова      | 1 | 2  | 3  | 4  | 5 | 6 | 7 | 8 | 9 | 10 и више | Просек |
| ----------------- | - | -- | -- | -- | - | - | - | - | - | --------- | ------ |
| Број домаћинстава | 9 | 19 | 10 | 12 | 4 | 9 | 4 | 1 | 1 | 0         | 3,54   |

| Пол    | Укупно | Неожењен/Неудата | Ожењен/Удата | Удовац/Удовица | Разведен/Разведена | Непознато |
| ------ | ------ | ---------------- | ------------ | -------------- | ------------------ | --------- |
| Мушки  | 104    | 31               | 64           | 8              | 1                  | 0         |
| Женски | 97     | 13               | 69           | 15             | 0                  | 0         |
| УКУПНО | 201    | 44               | 133          | 23             | 1                  | 0         |

| Пол    | Укупно                    | Пољопривреда, лов и шумарство | Рибарство                            | Вађење руде и камена | Прерађивачка индустрија       |
| ------ | ------------------------- | ----------------------------- | ------------------------------------ | -------------------- | ----------------------------- |
| Мушки  | 80                        | 70                            | 0                                    | 1                    | 4                             |
| Женски | 44                        | 38                            | 0                                    | 0                    | 0                             |
| УКУПНО | 124                       | 108                           | 0                                    | 1                    | 4                             |
| Пол    | Производња и снабдевање   | Грађевинарство                | Трговина                             | Хотели и ресторани   | Саобраћај, складиштење и везе |
| Мушки  | 0                         | 0                             | 1                                    | 0                    | 0                             |
| Женски | 0                         | 0                             | 2                                    | 0                    | 0                             |
| УКУПНО | 0                         | 0                             | 3                                    | 0                    | 0                             |
| Пол    | Финансијско посредовање   | Некретнине                    | Државна управа и одбрана             | Образовање           | Здравствени и социјални рад   |
| Мушки  | 0                         | 0                             | 4                                    | 0                    | 0                             |
| Женски | 0                         | 0                             | 1                                    | 2                    | 1                             |
| УКУПНО | 0                         | 0                             | 5                                    | 2                    | 1                             |
| Пол    | Остале услужне активности | Приватна домаћинства          | Екстериторијалне организације и тела | Непознато            | Непознато                     |
| Мушки  | 0                         | 0                             | 0                                    | 0                    | 0                             |
| Женски | 0                         | 0                             | 0                                    | 0                    | 0                             |
| УКУПНО | 0                         | 0                             | 0                                    | 0                    | 0                             |